# Dante XXI
Dante XXI är ett konceptalbum av det brasilianska thrash metal-bandet Sepultura, baserat på Dante Alighieris Den gudomliga komedin. Det gavs ut 2006 på SPV Records.

## Låtlista
1. "Lost (intro)" - 0:59
2. "Dark Wood of Error" - 2:18
3. "Convicted in Life" - 3:09
4. "City of Dis" - 3:27
5. "False" - 3:34
6. "Fighting On" - 4:29
7. "Limbo (intro)" - 0:44
8. "Ostia" - 3:06
9. "Buried Words" - 2:34
10. "Nuclear Seven" - 3:44
11. "Repeating the Horror" - 3:11
12. "Eunoé (intro)" - 0:12
13. "Crown and Miter" - 2:11
14. "Primium Mobile (intro)" - 0:29
15. "Still Flame" - 4:50